# Daniël Komen (1984)
Daniel Kipchirchir Komen (27 november 1984) is een Keniaanse atleet, die is gespecialiseerd in de 1500 m.

## Loopbaan
Zijn grootste succes behaalde Komen op 11 maart 2006, toen hij een zilveren medaille veroverde op de 1500 m tijdens de wereldindoorkampioenschappen in Moskou met een tijd van 3.42,55.
Twee jaar later, op het WK indoor in Valencia, herhaalde hij deze prestatie, zij het dat hij ditmaal 3.38,54 liet klokken. Alleen de Ethiopiër Deresse Mekonnen was hem in de eindsprint met 3.38,23 te snel af.
Met zijn in dat jaar gelopen PR van 3.29,02 staat Komen achtste op de ranglijst van de Top Tien Aller Tijden (peildatum juli 2013).

## Persoonlijke records
Outdoor
| Afstand     | Tijd     | Datum            | Plaats   |
| ----------- | -------- | ---------------- | -------- |
| 800 m       | 1.47,4   | 7 januari 2006   | Nairobi  |
| 1500 m      | 3.29,02  | 14 juli 2006     | Rome     |
| 1 Eng. mijl | 3.48,28  | 10 juni 2007     | Eugene   |
| 3000 m      | 7.31,41  | 6 mei 2011       | Doha     |
| 5000 m      | 13.16,26 | 8 september 2004 | Rovereto |

Indoor
| Onderdeel   | Prestatie | Datum            | Plaats       |
| ----------- | --------- | ---------------- | ------------ |
| 1000 m      | 2.18,19   | 29 januari 2006  | Karlsruhe    |
| 1500 m      | 3.33,08   | 13 februari 2005 | Karlsruhe    |
| 1 Eng. mijl | 3.53,93   | 11 februari 2012 | Fayetteville |
| 3000 m      | 7.37,47   | 3 februari 2007  | Stuttgart    |
| 5000 m      | 13.06,27  | 3 februari 2010  | Düsseldorf   |

## Palmares

### 1000 m
- 2006:  LBBW Meeting - 2.18,19

### 1500 m
- 2005: 5e Wereldatletiekfinale - 3.33,72
- 2006:  WK indoor - 3.42,55
- 2006: 10e Wereldatletiekfinale - 3.34,77
- 2007:  Wereldatletiekfinale - 3.37,96
- 2008:  WK indoor - 3.38,54

### Golden League en Diamond League-podiumplekken
1500 m
- 2005:  Meeting Gaz de France – 3.30,01
- 2005:  Golden Gala – 3.30,37
- 2005:  Weltklasse Zürich – 3.30,49
- 2005:  Memorial Van Damme – 3.31,13
- 2005:  ISTAF – 3.29,72
- 2006:  Golden Gala – 3.29,02
- 2006:  Weltklasse Zürich – 3.33,89
- 2007:  Weltklasse Zürich – 3.38,96
- 2007:  Memorial Van Damme – 3.32,67
- 2007:  ISTAF – 3.34,09
- 2008:  ISTAF – 3.31,91
- 2010:  Golden Gala – 3.32,08

1 mijl
- 2005:  Bislett Games – 3.48,49
- 2006:  Bislett Games – 3.52,41